# Václav Ladislav Beneš
Václav Ladislav Beneš (7. května 1910 Brandýs nad Labem – 6. prosince 1972 Bloomington, Indiana) byl český právník, politolog a americký vysokoškolský pedagog.

## Životopis
Jeho otec byl Vojta Beneš (1878–1951), jeden z bratrů prezidenta Edvarda a Václava Beneše, matka Emilie, rozená Řezáčová (1882–??). Jeho starší sestra byla Hana Klenková (1905–1992). Po absolvování gymnázia v Praze nastoupil v roce 1929 na Právnické fakulty Univerzity Karlovy, kde v roce 1934 získal titul doktora práv (JUDr.).
Po výkonu povinných dvou let v Československé armádé nastoupil v roce 1937 na Ministerstvo zahraničních věcí, kde pracoval v Právinickém oddělení a oddělení Společnosti národů. V roce 1938 byl členem české delegace na shromáždění Společnosti národů. Po okupaci Československa v březnu 1939 unikl do Anglie, kde byl pod vedením svého strýce Edvarda Beneše členem exilové vlády, nejprve na Ministerstvu zahraničních věcí a poté jako vedoucí úředník Ministerstva spravedlnosti. V roku 1945 byl delegován do Washingtonu na konferenci Mezinárodního výboru právníků pro přípravu statutu Mezinárodního soudního dvora, poté se stal členem české delegace na konferenci v San Francisku. V roce 1948 emigroval s rodinou do Kanady, kde vstoupil na McGillovu univerzitu v Montréalu a získal 1950 titul Master of Laws (LL.M) s oboru občanské právo. V roce 1950 nastoupil na fakultu politologie Indiana University v Bloomingtone, kde se stal akademickým učitelem v oblasti mezinárodního práva.

## Publikace

### výběr
- (spoluautor): The second Soviet-Yugoslav dispute. Full text of main documents, April–June 1958, with an introductory analysis. Indiana University, Bloomington 1959.
- Background of Czechoslovak democracy. Indiana University, Bloomington 1965.
- (spoluautor): Eastern European government and politics. Harper & Row, New York 1966.
- (spoluautor): Poland. Praeger, New York 1970.
- Czechoslovak Democracy and Its Problems, 1918–1920. in: Mamatey and Luza: A History of the Czechoslovak Republic, pp. 39-98.